# 니시오시마촌
니시오시마촌(西大島村)은 오카야마현 아사쿠치군에 설치되었던 촌이다. 현재의 가사오카시에 해당한다.

## 역사
- 1889년 6월 1일 - 정촌제 시행에 의해 아사쿠치군 니시오시마촌이 성립하였다.
- 1905년 4월 1일 - 오시마나카촌과 합병해 오시마촌이 성립하여, 동일 니시오시마촌은 폐지되었다.

## 참고문헌
- 角川日本地名大辞典 33 岡山県